# Фірдоусі (село)
Фірдоу́сі (каз. Фирдоуси) — село у складі Мактааральського району Туркестанської області Казахстану. Входить до складу Жанажольського сільського округу.
Населення — 2782 особи (2021; 2059 у 2009, 1499 у 1999, 1126 у 1989).